# FAQ: frequently asked questions
FAQ: frequently asked questions és un llargmetratge de ciència-ficció estrenat el 2004, escrit i dirigit per Carlos Atanes. L'acció es desenvolupa en un futur proper, en una Europa governada per un govern totalitari, format exclusivament per dones. FAQ és una distopia crítica i imaginativa, a mig camí entre la fantasia onírica i la reflexió política.

## Argument
França. Un futur proper i probable. La Fraternitat de Metacontrol governa Europa. Angeline, ciutadana exemplar i irreprotxable ha ingressat a l'Ordre... Però la seva relació amb un home especial, en Nono, li farà qüestionar-se profundament els principis de la Doctrina.

## Fitxa tècnica
- Guió i direcció: Carlos Atanes
- Música: Xavier Tort
- Productor: Marta Timón i Oriol Marcos
- Distribució: FortKnox Audiovisual
- Fotografia: David García i Albert Ramírez
- Muntatge: Andrés Prieto
- Decorats: Carlos Atanes
- Llengua: francès
- País: Espanya
- Dates de sortida:
  - Espanya: 12 d'octubre de 2004 (Festival de Cinema Girona)
  - França: 8 de juliol de 2005 (Festival Cinéma Nouvelle Génération)

## Repartiment
- Xavier Tort - Nono
- Anne-Céline Auché - Angeline
- Manel Solàs - Cap insurgent
- Raúl Mena - Aprenent d'insurgent
- Marta Timón - Inspectora de Metacontrol
- Antonio Vladimir - Actor del Mètode
- Neus Bernaus - Assistent de la Número 3
- Anna Diogène - Número 3
- Neus Suñé - Cirurgiana
- Xavier Tor Sanz - Majordom

## Premis i nominacions
- International Panorama of Independent Filmmakers 2005, Atenes (Grècia): Premi al millor llargmetratge[1]
- Fantasporto 2006, Porto (Portugal): nominada al Méliès d'Argent[2]